# 高柳樹莉亜
高柳 樹莉亜（たかやなぎ じゅりあ、1999年6月17日 - ）はキリンプロ所属の女優、元子役。東京都出身。

## 出演作品

### テレビドラマ
- 女と愛とミステリー「伊豆・金沢恩谷焼殺人事件」（2002年、テレビ東京）横山真梨奈 役
- 火曜サスペンス劇場「警視庁鑑識班」（2004年、日本テレビ）渋谷紀枝（幼少）役
- 水曜ミステリー9「信濃のコロンボ事件ファイル8 『アリスの騎士』」（2005年、テレビ東京）根岸絵梨（幼少）役
- 大河ドラマ「風林火山」（2007年、NHK）　ヤエ役

### 劇場アニメ
- かぐや姫の物語（2013年、東宝）

### CM
- Yahoo!（2001年）
- ミツカン納豆「金のつぶ（下町篇）」（2001年）
- 小学館「おひさま」（2003年）
- SEIYU「スパー得の市」（2004年）
- VISAインターナショナル「VISAカード」（2005年）
- National「スチームレンジ」（2005年）
- ブリヂストンFVS「タイヤ館」（2005年）
- タカラ「パンデポン」（2005年）
- LION「バルサン」（2005年）
- スズキ「ALTO」（2005年）
- 日清食品「日清のラーメン屋さん」（2005年）
- NHK ニュースウオッチ9「ノッポさん篇」（2006年）
- 赤い羽根共同募金（2006年）